# Odinia maculata
Odinia maculata är en tvåvingeart som beskrevs av Johann Wilhelm Meigen 1830. Odinia maculata ingår i släktet Odinia och familjen tickflugor. Arten är reproducerande i Sverige. Inga underarter finns listade i Catalogue of Life.